# Championnat d'Espagne de hockey sur glace 1973-1974
Saison précédente Saison suivante
La saison 1973-1974 est la 2de saison du championnat d'Espagne de Hockey sur glace. Cette saison, le championnat porte le nom de Liga Española.
Cette année, il n'y a plus que cinq équipes qui prennent part au championnat. En effet, le club de Valladolid doit se retirer après la fermeture définitive de sa patinoire.

## Clubs de la Superliga 1973-1974
- FC Barcelone
- CH Jaca
- CH Madrid
- CG Puigcerdà
- Real Sociedad

## Classement
| # | Club          |
| - | ------------- |
| 1 | Real Sociedad |
| 2 | etc.          |